# Чандра Крофорд
Чандра Крофорд (англ. Chandra Crawford; нар. 19 листопада 1983, Кенмор, Альберта) — канадська лижниця й олімпійська чемпіонка, спеціаліст по спринтерським гонкам.

## Біографія
У Кубку світу Крофорд дебютувала в 2005, в січні 2008 здобула першу перемогу на етапі Кубка світу. Всього на сьогоднішній момент має 2 перемоги на етапах Кубка світу, обидві в особистому спринті. Найкращим досягненням Крофорд в загальному підсумковому заліку Кубка світу є 23-е місце в сезоні 2007-08.
На Олімпіаді-2006 в Турині, виграла золото в спринті, крім того стала 60-ой в дуатлоні на 15 км.
На Олімпіаді-2010 в Ванкувері, стартувала в двох гонках: спринт — 26-е місце, естафета — 16-е місце.
За свою кар'єру брала участь у двох чемпіонатах світу, але медалей на них не вигравала, найкращий результат 15-е місце в командному спринті на чемпіонаті-2007 в японському Саппоро.
Використовує лижі виробництва фірми Fischer.

## Сім'я
Молодша сестра спортсменки Розанни Крофорд — член збірної Канади з біатлону.